# 황런 (1962년)
황런(중국어 정체자: 黃仁, 병음: Huáng Rén, 아미어: Kin Cyang, 1962년 4월 13일 ~ )은 타이완의 정치인이다. 2024년 평지 원주민 선거구의 입법위원으로 당선된다.